# Taiping (köping i Kina, Shandong, lat 36,98, long 116,96)
Taiping (kinesiska: 太平镇, 太平) är en köping i Kina. Den ligger i provinsen Shandong, i den östra delen av landet, omkring 36 kilometer norr om provinshuvudstaden Jinan.
Genomsnittlig årsnederbörd är 841 millimeter. Den regnigaste månaden är juli, med i genomsnitt 315 mm nederbörd, och den torraste är januari, med 6 mm nederbörd.